# Nikon F
La càmera Nikon F, comercialitzada l'abril de 1959, va ser la primera càmera SLR de Nikon. Va ser una de les càmeres més avançades de la seva època. Tot i que molts dels conceptes ja havien estat implementats, va ser revolucionària en combinar-los tots en una sola càmera. Va ser fabricada fins a l'octubre de 1973 i reemplaçada per la molt similar Nikon F2. Alguns aspectes del seu disseny van romandre en tots els models posteriors de càmeres SLR de Nikon, incloent els models més moderns com la Nikon F6 de pel·lícula i la Nikon D6 digital (els quals comparteixen la muntura Nikon F per als objectius).
La "F" a Nikon F va ser triada per Nippon Kogaku prenent la lletra F a 'Reflex'. Aquesta tradició va ser mantinguda en tots els models de càmeres Nikon de gamma alta fins a la introducció de les càmeres Nikon D1 (digitals) dècades més tard.

## Història

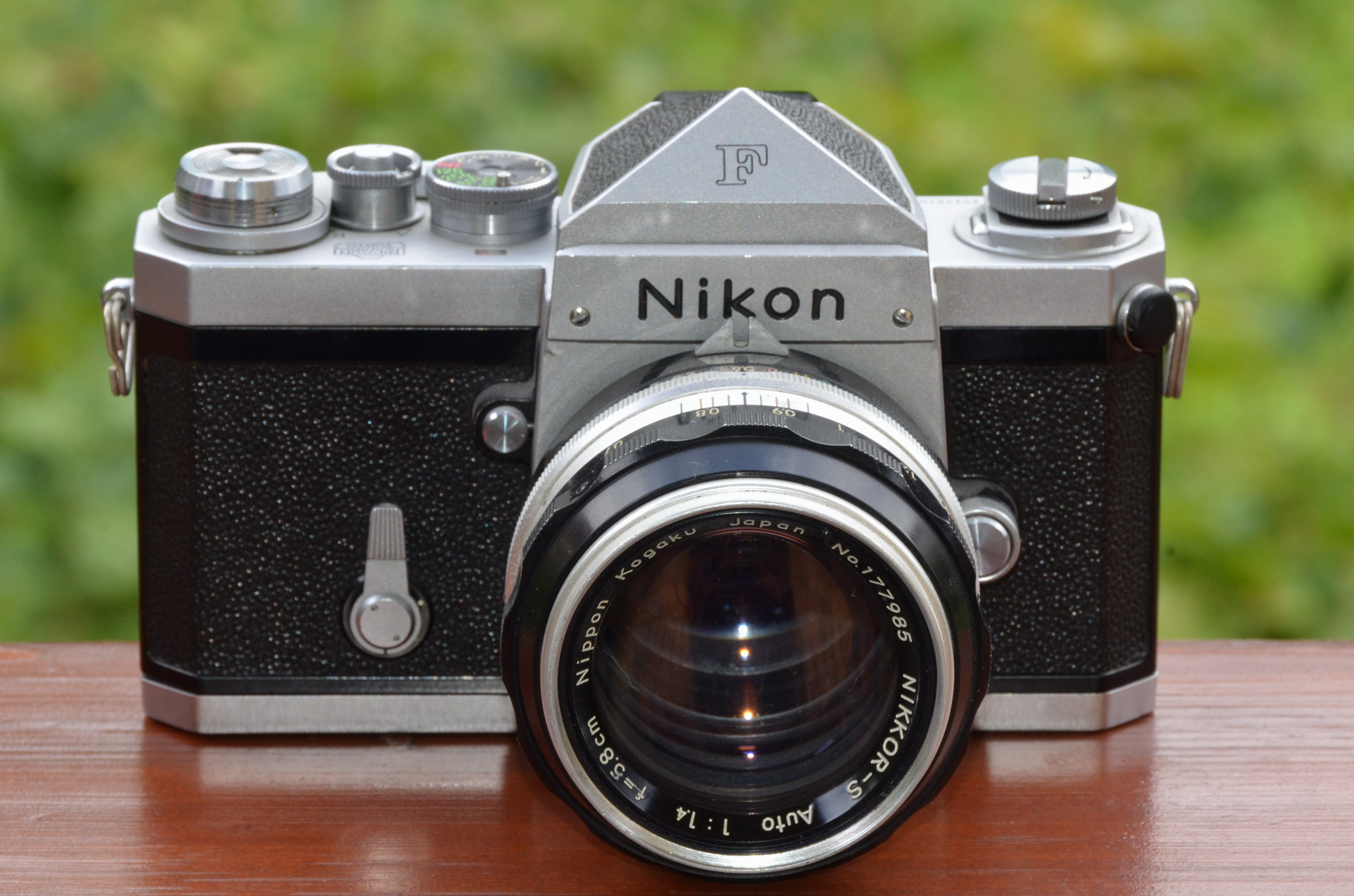
Càmera SLR professional Nikon F amb un dels primers NIKKOR-S Auto 1:1,4 f=5,8cm (1959).

La Nikon F va ser un gran èxit i va mostrar la superioritat de les SLR i dels fabricants de càmeres japonesos. Va ser el primer sistema SLR a ser adoptat i usat seriosament per la majoria dels fotògrafs professionals, especialment aquells que cobrien la guerra del Vietnam, i per aquells nous fotògrafs que van usar la Nikon motoritzada, amb adaptador per a 250 exposicions, per fotografiar els llançaments de les càpsules dels projectes del programa espacial Mercury, Gemini i Apol·lo a la dècada de 1960. Després de la introducció de la Nikon F les càmeres telemètriques (les que tenen l'obturador al pla focal) més cares es van tornar menys atractives. Originalment tenien un preu de venda de US$186 amb un objectiu de 50mm f/2; al novembre de 1963 el preu als Estats Units era de $233 per al cos amb un prisma estàndard més $90 per a l'objectiu de 50mm f/2 o $155 per a l'objectiu de 50 mm f/1.4.
El dissenyador principal de la Nikon F va ser Yusaku Kamekura, l'home darrere del logotip dels Jocs Olímpics d'estiu de 1964.
L'èxit de la Nikon F va ser la combinació del disseny de diversos elements. Tenia pantalles d'enfocament i prismes intercanviables; la càmera tenia un botó per previsualitzar la profunditat de camp ; el mirall tenia la capacitat de bloquejar-se a la seva posició superior; tenia un muntatge de baioneta gran i un botó per alliberar l'objectiu també gran; una palanca de trinquet d'avanç de la pel·lícula d'un cop; obturador de pla focal fet amb una làmina de titani ; diversos tipus de sincronització de flaix; una palanca de rebobinat ràpid; conjunt del darrere completament removible. Estava ben feta, era durable i va mantenir l'esquema del disseny exitós de les càmeres telemètriques de Nikon.

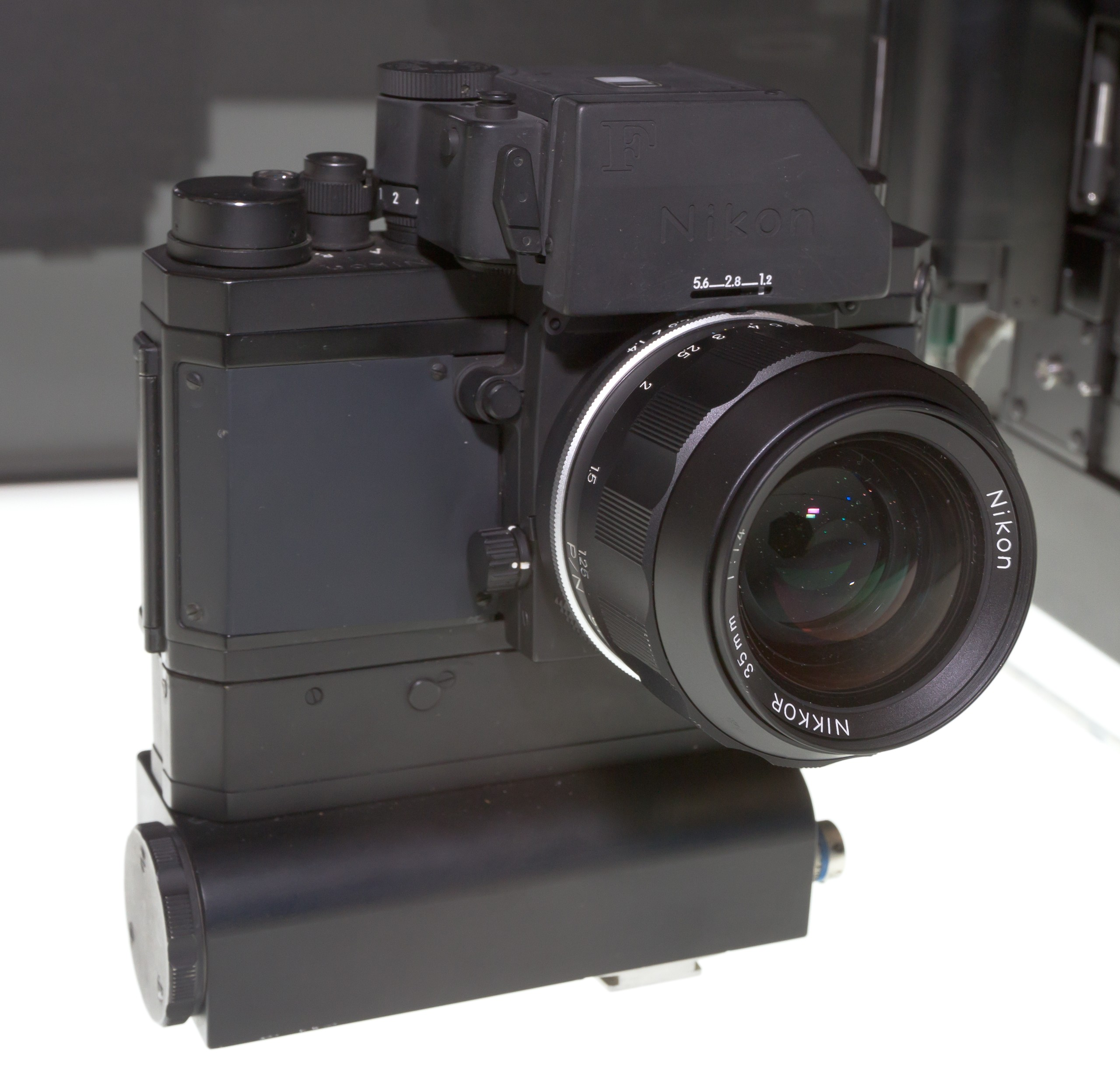
Una Nikon F de l'Apollo 15 (NASA) amb un prisma FTn Photomic i motor d'avanç, utilitzable en activitats extravehiculars. La primera SLR de 35mm a orbitar la Lluna.

Diverses d'aquestes característiques van ser introduïdes primer per altres fabricants:
- 1925: La primera càmera de 35mm de fotograma complet, la Leica d'Oskar Barnack.[7]
- 1936: La primera càmera SLR de 35 mm d'objectius intercanviables amb muntatge baioneta, Kine Exakta.
- 1949: La primera càmera amb un visor de pentaprisma, la Contax S.[8]
- 1950: La primera càmera SLR amb visor i pantalla d'enfocament intercanviable, l'Exakta Varex.
- 1954: La primera càmera amb mirall de retorn instantani, Asahiflex IIb.[9]
- 1956: La primera càmera SLR amb un alliberador de diafragma automàtic activat internament, la Contax F.[10]

La Nikon F també va introduir la part del darrere intercanviable i un visor que mostrava el 100% de la imatge. El motor per avançar la pel·lícula, el F36 (36 exposicions) o F250 (250 exposicions), estaven disponibles, però requerien canviar la part superior del cos. El F36 no era gaire diferent del motor usat a la càmera SP.
La Nikon F va evolucionar d'una càmera telemétrica, la Nikon SP. Al model de prova, basat en el cos de la Nikon SP, la caixa del mirall estava inserida a la part central. Només els tres components principals, la caixa del mirall, el pentaprisma i el muntatge de baioneta, eren de desenvolupament completament nou, i els altres components eren virtualment idèntics als de la SP/S3".
En lloc de la muntura a rosca M42 usada per Pentax i altres fabricants de càmeres, Nikon va introduir la muntura F de tres ungles, a baioneta, la qual encara s'utilitza avui dia, amb diverses modificacions. L'obturador de pla focal té cortines d'alumini i titani, i va ser qualificat per a aguantar més de 100.000 trets. En aquesta època, les altres càmeres SLR tenien cortines de roba, les quals tenen el desavantatge que és possible que es produeixi un forat amb la llum del sol quan el mirall és en posició superior.
La F era també un sistema de càmera modular, amb diverses parts intercanviables, com el visor o pentaprisma, la pantalla d'enfocament, el suport del darrere especial de 35mm per a 250 exposicions i el suport del darrere Speed Magny (dos models: un que usava el pack de pel·lícula tipus Polaroid 100 (ara 600); i l'altre Speed Magny que estava dissenyat per a accessoris de pel·lícules 4x5, incloent el suport instantani 4x5 de Polaroid). Aquests podien ser col·locats i remoguts, permetent a la càmera adaptar-se per a gairebé qualsevol treball en particular. Va ser la primera càmera a oferir un avenç del rotllo motoritzat exitós, en contrast amb l'avanç del rodet manual. Podia fer fins a quatre fotografies per segon amb el mirall bloquejat, o fins a tres fotos per segon mantenint l'ús del visor reflex.
Al contrari que altres sistemes de 35mm, la Nikon F tenia un ampli rang d'objectius, cobrint distàncies focals des de 21 mm fins a 1000 mm el 1962. Nikon va ser un dels primers fabricants a introduir el que ara coneixem com a 'objectius reflectors', objectius amb disseny de sistema catadiòptric, el qual permet plegar el camí de la llum i crear així objectius més compactes que amb els dissenys de telefotos convencionals. Els models posteriors de Nikon d'alta gamma de la sèrie F van arribar al model F6 (encara que aquesta càmera té un pentaprisma fix; la primera i última SLR professional de Nikon a tenir-ho). Amb la introducció i les contínues millores en fotografia digital, la Nikon F6 va ser el darrer vaixell insígnia de la línia F de càmeres SLR de pel·lícula.
La Nikon F va revolucionar el mercat fotogràfic, traient-li brillantor als fabricants alemanys Leica i Zeiss. La F també tenia la reputació de ser extremadament resistent a danys o falles mecàniques. Va arribar a ser coneguda com "el disc d'hoquei". Molts fotògrafs professionals, especialment els reporters, van començar a utilitzar el sistema F. En alguns mercats limitats, la càmera es va vendre com a "Nikkor F" a causa de conflictes amb les marques registrades. A Alemanya, per exemple, amb referència a la ben establerta línia de càmeres Zeiss Ikon, es deia que el nom "Nikon" era molt similar al del seu producte, i Nikon va ser obligada a no fer servir la seva marca en aquesta zona. Les càmeres amb la marca "Nikkor" són molt apreciades pels col·leccionistes d'avui.

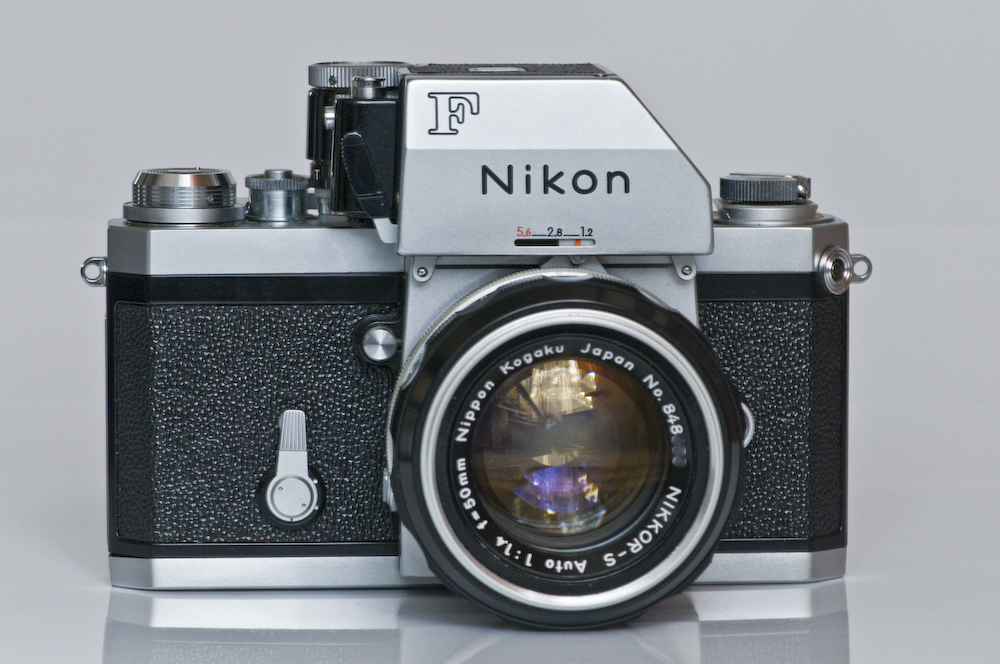
Càmera i visor Photomic FTn de Nikon

El primer visor Nikon F Photomic, comercialitzat des de 1962, tenia una fotocel·la independent. Aleshores Nikon va presentar el Photomic T (reemplaçat pel Photomic Tn), el qual realitzava les mesures a través de l'objectiu. L'últim prisma amb mesurament per a la Nikon F, el Photomic FTn, introduït el 1968, proveïa un TTL balancejat al centre del 60%, el qual es va convertir en l'esquema de mesurament estàndard per a les càmeres Nikon en les dècades següents. Visors addicionals inclouen un visor de nivell de cintura, un visor amb sis augments i un "visor d'acció", amb una àrea de visió més gran, i la capacitat de veure tot el quadre mentre es fan servir ulleres i/o un casc.
Una crítica que es feia a la Nikon F era que la placa i la part del darrere eren una sola peça i havien de remoure's per recarregar la càmera. Tot i així, la càmera era el pilar dels fotògrafs de premsa professionals que desitjaven una SLR de 35 mm. Càmeres Nikon FTn especialment modificades van ser usades en l'òrbita lunar de les missions Apol·lo J.
La Nikon F va ser reemplaçada el 1972 per la Nikon F2 després d'una producció total de 862.600 cossos. Subseqüentment les càmeres F "d'un dígit" van continuar com la línia d'alta gamma de càmeres SLR de pel·lícula professionals de Nikon, fins a la Nikon F6 introduïda el 2004. El nom del sistema va canviar per a les SLR digitals, començant amb la Nikon D1 el 1999, però les DSLR de Nikon continuen usant la muntura F introduïda el 1959.

## Galeria

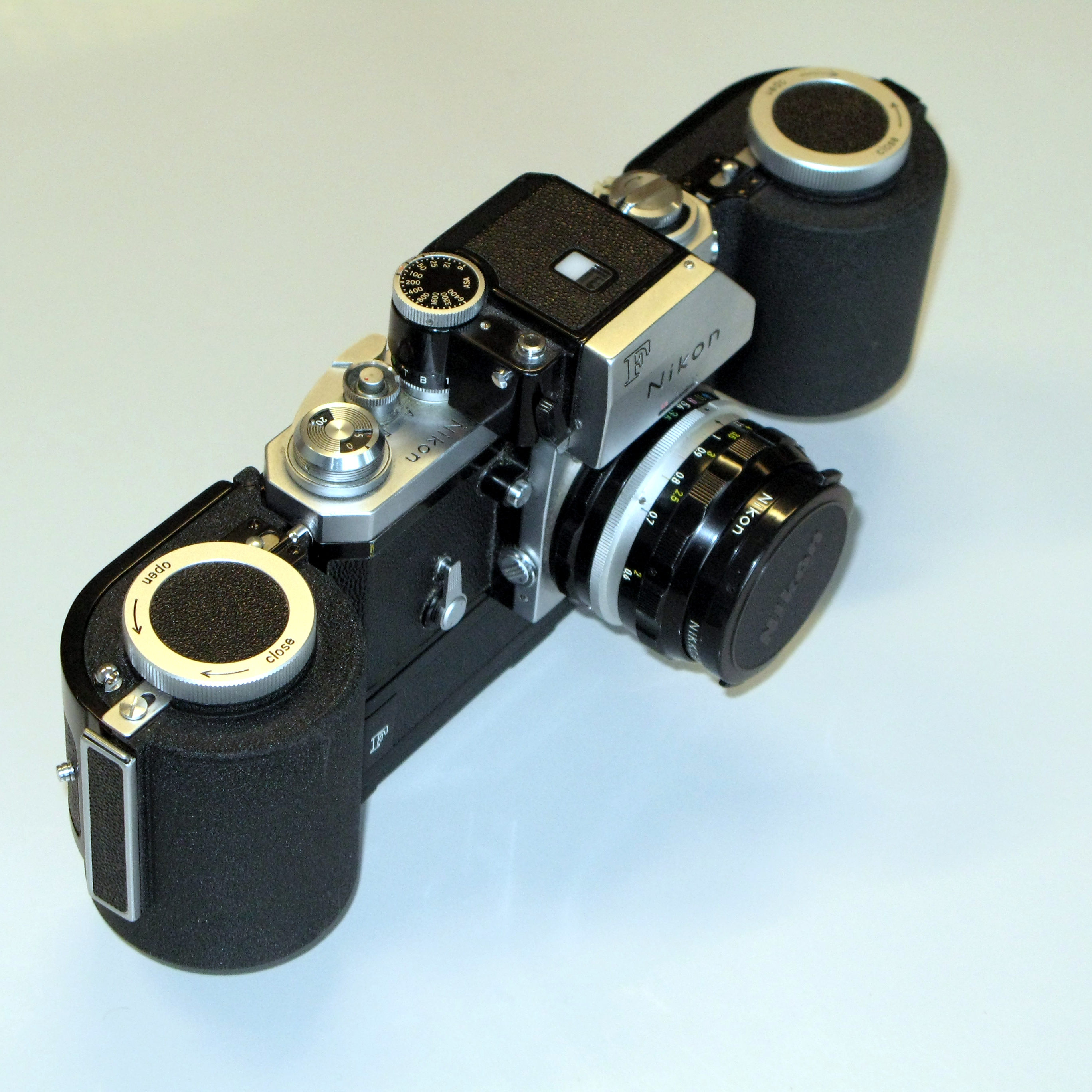
Suport d'alta capacitat per a pel·lícula de 10 metres amb motor d'avanç F250
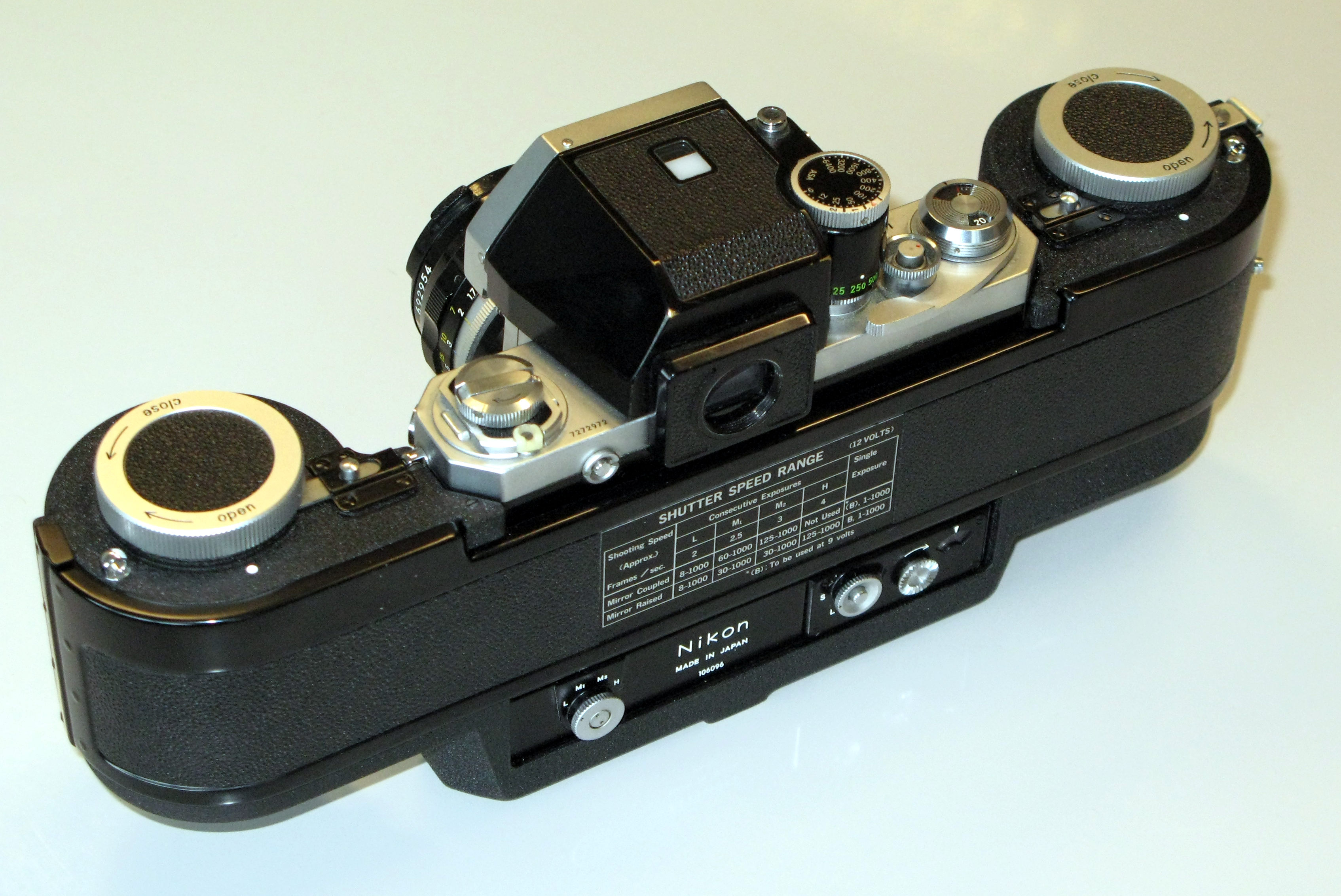
Motor d'avanç F250, vista posterior
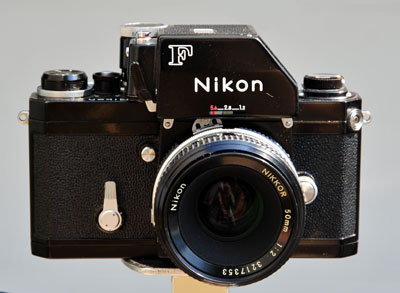
Nikon FTN prisma intercanviable photomic TTL
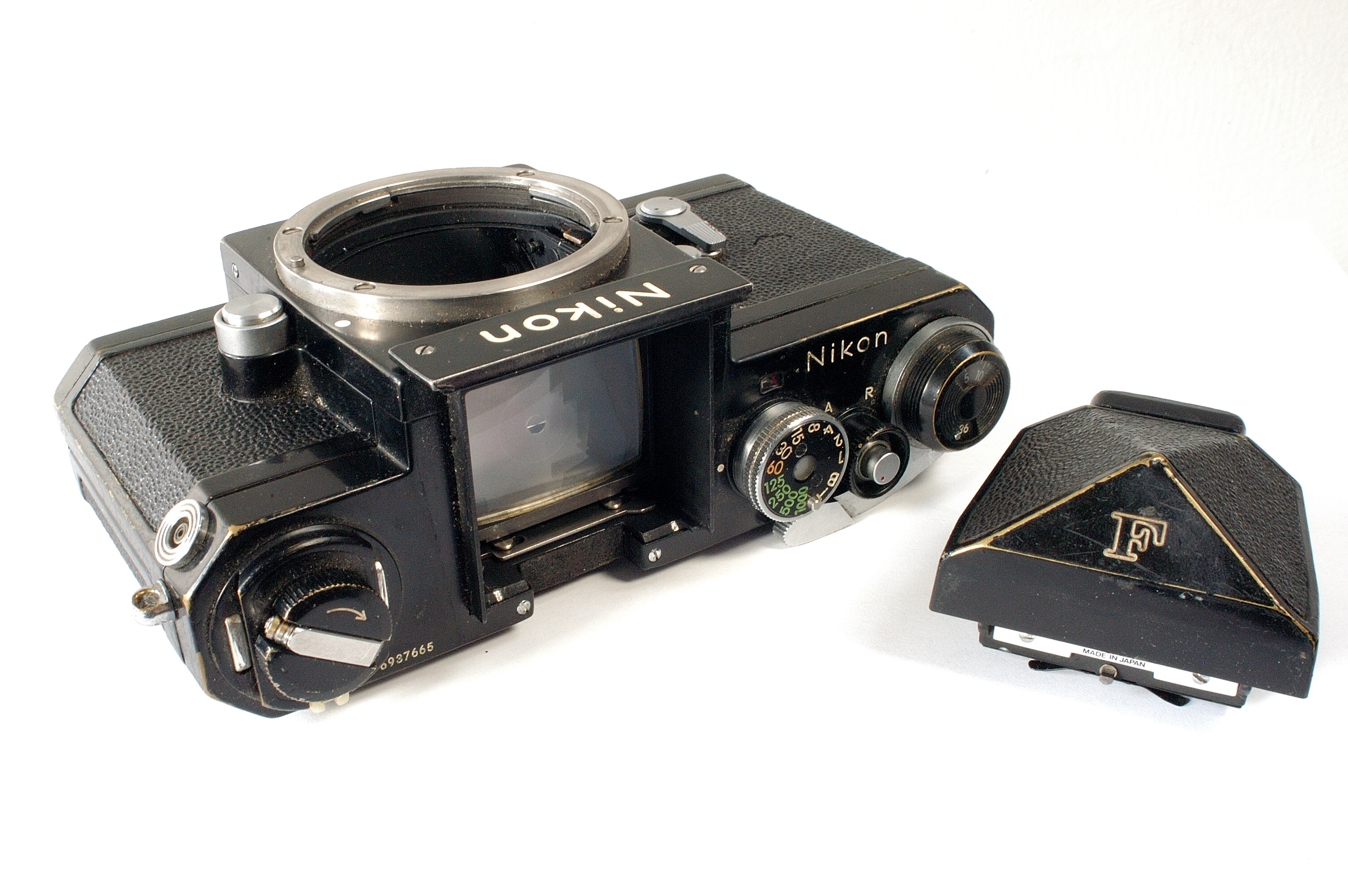
Un cos Nikon F amb el pentaprisma del visor desmuntat, mostrant la pantalla d'enfocament
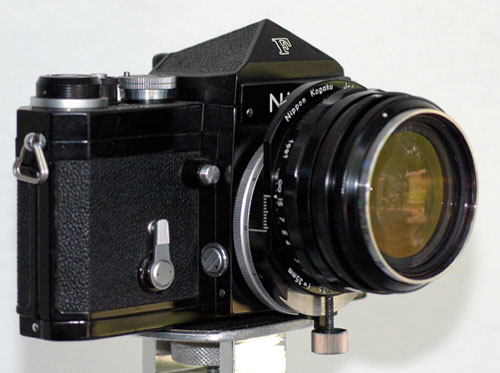
La primera lent de control de perspectiva de 35mm va ser introduïda el 1961 per a la Nikon F
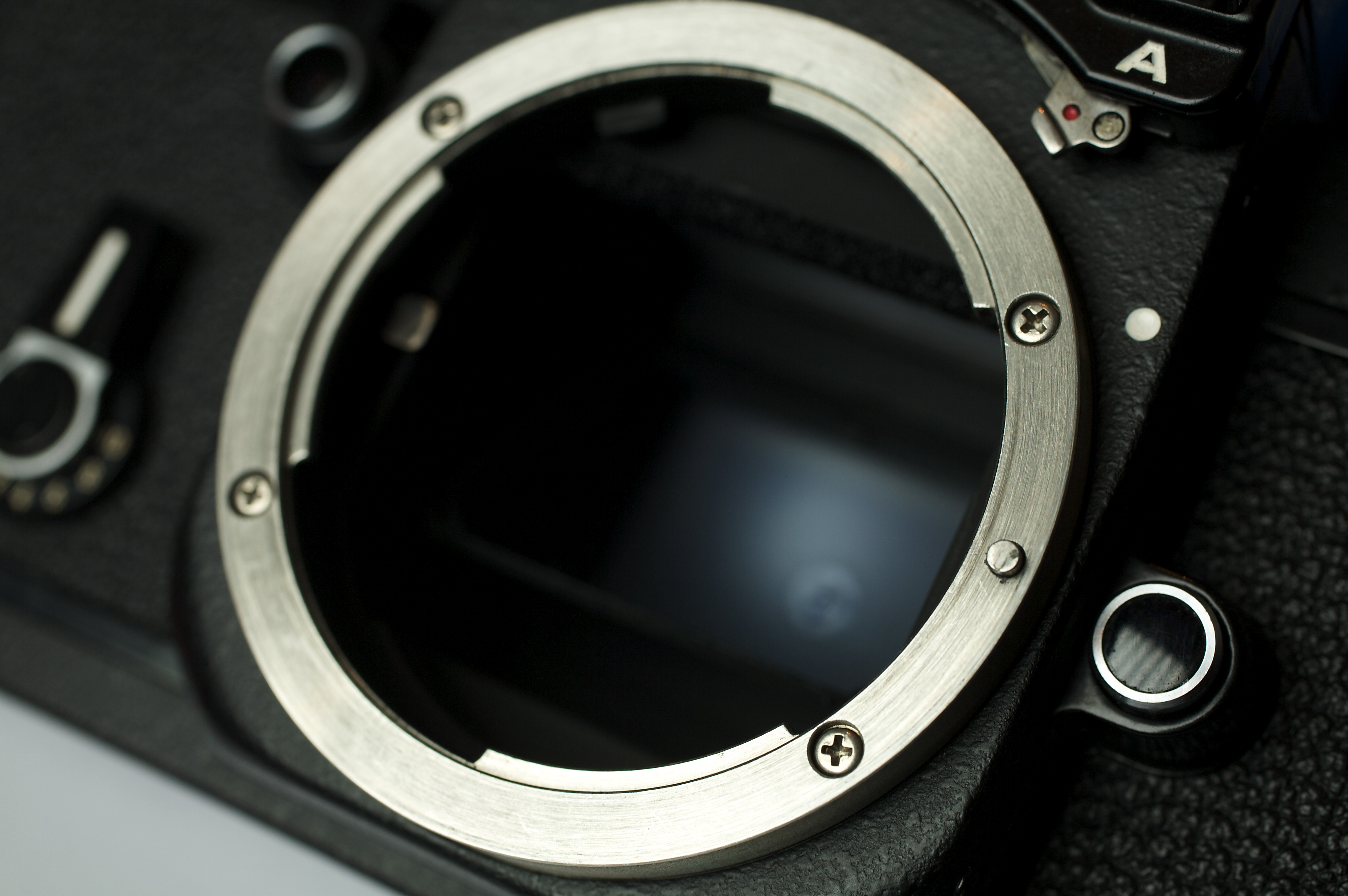
Muntura de baioneta Nikon F